# Astrid Lundgren
Astrid Lundgren, född Hedblom den 26 september 1931 i Norrbo församling, Gävleborgs län, död 5 oktober 2012 i Stockholm (Domkyrkoförsamlingen), var en svensk översättare. Under drygt 25 år översatte Lundgren från engelska och franska och ägnade sig i rätt stor utsträckning åt att försvenska bestsellerförfattare som Dick Francis (12 böcker), Joanna Trollope och Paul Theroux.
Hon var från 1954 gift med författaren och översättaren Caj Lundgren och är mor till författaren Maja Lundgren. Astrid Lundgren är gravsatt i minneslunden på Galärvarvskyrkogården i Stockholm.

## Översättningar
- Fletcher Knebel: Företaget (The bottom line) (Wahlström & Widstrand, 1975)
- Leopold Trepper: Röda kapellet (Le grand jeu) (Wahlström & Widstrand, 1976)
- Ira Levin: Pojkarna från Brasilien (The boys from Brazil) (Wahlström & Widstrand, 1977)
- Peter Straub: Gengångare (Ghost story) (Norstedt, 1980)
- Dorothea Straus: I. B. Singer och andra tillfälliga gäster på vår jord (Under the canopy) (Bromberg, 1984)
- Lisa St Aubin de Terán: Jaguaren (The tiger) (Atlantis, 1985)
- Ambroise Vollard: Cézanne, Degas, Renoir: en konsthandlare minns (En écoutant Cézanne, Degas, Renoir) (Atlantis, 1986)
- Pascal Quignard: All världens morgnar (Tous les matins du monde) (Forum, 1992)
- Jeanne Champion: Suzanne Valadon (Suzanne Valadon ou La recherche de la vérité) (Forum, 1992)
- Nino Ricci: Testamentet (Testament) (tillsammans med Caj Lundgren) (Natur & Kultur, 2003)

## Priser
- 1996 – De Nios översättarpris[6]